# Frédérique (bande dessinée)
Frédérique est une série de bande dessinée créée par le dessinateur Alain d'Orange sur des scénarios d'Henriette Robitaillie. Cette série est publiée de 1962 à 1972, dans Âmes vaillantes puis dans J2 Magazine. Elle raconte l'histoire d'une étudiante altruiste devenant infirmière.

## Trame
Étudiante, Frédérique accorde autant de temps à sa famille qu'à ses études. Elle est attentive aux autres et aide les plus démunis. Elle doit aussi résoudre des intrigues policières. Elle entre dans la vie active et devient d'abord secrétaire. Continuant ses œuvres charitables, elle vient en aide aux enfants et aux malades. Devenue ensuite infirmière, elle est en secret amoureuse d'un jeune médecin, Étienne. Elle l'épouse, leur mariage est raconté dans J2 Magazine en 1972.

## Historique de la série
Le dessinateur Alain d'Orange illustre cette série sur des scénarios d'Henriette Robitaillie à partir de 1962 pour la revue Âmes vaillantes, à l'intention des jeunes filles. Cette série continue à paraître dans J2 Magazine qui prend la suite d'Âmes vaillantes. La parution de Frédérique s'arrête en 1972, se terminant par le mariage de l'héroïne. Cette série n'a pas été publiée en albums.

## Jugements sur la série
Selon Henri Filippini, cette série est une histoire conventionnelle et agréable, comportant tous les ingrédients pour plaire aux jeunes filles d'après-guerre. Les scénarios sont dus à la prolifique Henriette Robitaillie. Les dessins sont l'œuvre du peu connu mais talentueux Alain d'Orange, qui crée une Frédérique dynamique et élancée, sympathique et pudique.
Pour Gilles Ratier, la série Frédérique est une aventure « fleur bleue pour jeunes filles sages », comme d'autres séries de l'époque.